# أحمد العوضي
أحمد العوضي (12 ديسمبر 1986 -)، ممثل وملاكم مصري.

## حياته و مشواره المهني
تخرج من كلية التجارة جامعة حلوان
تخصص : تجارة خارجية عام 2006 قبل أن يحترف التمثيل، كان ملاكمًا في الأساس، وكان يقوم بالتمثيل بمسرح الجامعة، عام 2009 دخل مجال التمثيل بترشيح من الفنان نور الشريف والمخرج يوسف شرف الدين للقيام بأحد الأدوار في مسلسل «الدالي 3». توقف فترة طويلة عن التمثيل تصل إلى خمسة سنوات وعاد بمسلسل «السبع وصايا»، الذي أسهم بشكل كبير في تعرف الجمهور عليه عام 2014 حقق شهرة وانتشاراً عربيا لدوره في مسلسل نظرة فابتسامة و مسلسل نصيبي وقسمتك بموسمه الثاني من خلال شخصية زياد التي خانته زوجته مع أقرب أصدقائه.

### حياته الأسرية
عام 2017 أعلن خطوبته على فتاة من خارج الوسط الفني تدعى «رنا رشيدي»، في حفل عائلي بسيط اقتصر على العائلة والأصدقاء  لكنه انفصل عنها لاحقا في مايو 2020 أعلن زواجه من الممثلة ياسمين عبد العزيز. وتم الإعلان عن الطلاق رسميًا بينهما في 16 يناير 2024.

## أعماله

### في التلفزيون
| سنة الإنتاج | اسم المسلسل                          | الشخصية               |
| ----------- | ------------------------------------ | --------------------- |
| 2025        | فهد البطل                            | فهد البطل (رفعت),حماد |
| 2024        | حق عرب                               | عرب السويركي          |
| 2023        | ضرب نار                              | جابر                  |
| 2021        | الاختيار الجزء الثاني                | هشام عشماوي           |
| 2021        | اللي مالوش كبير                      | سيف الخديوي           |
| 2020        | شديد الخطورة                         | مالك                  |
| 2020        | الاختيار                             | هشام عشماوي           |
| 2019        | لآخر نفس                             | أدهم                  |
| 2019        | كلبش 3                               | بروسلي                |
| 2018        | مليكة                                | (باسل)                |
| 2018        | أبو عمر المصري                       | أبو سلمان الرحماني    |
| 2017        | حكايات بنات (ج3)                     | (مازن)                |
| 2017        | حكايات بنات (ج2)                     | (مازن)                |
| 2017        | الحصان الأسود                        | (مدحت واصل)           |
| 2017        | أرض جو                               | (عمر)                 |
| 2017        | نصيبي وقسمتك 2 :خماسية نظرة فابتسامة | زياد                  |
| 2016        | نوايا بريئة                          |                       |
| 2016        | الميزان                              | (الرائد هشام الصاوي)  |
| 2016        | العهد الكلام المباح                  | (أكمل)                |
| 2014        | السبع وصايا                          | (محسن)                |
| 2013        | الكبير أوي (ج 3)                     | طارق نور الحلقة 25    |
| 2013        | ميراث الريح                          |                       |
| 2011        | الدالي (ج3)                          | (ناصر الطايل)         |
| 2009        | ما تخافوش                            | (طارق)                |

### في السينما
| سنة الإنتاج | الفيلم       | الشخصية            |
| ----------- | ------------ | ------------------ |
| 2024        | الإسكندراني  | (بكر)              |
| 2021        | موسى         |                    |
| 2020        | لص بغداد     | عيسى               |
| 2017        | هروب اضطراري | (الرائد أيمن غالي) |
| 2009        | بدل فاقد     | (إيهاب)            |

## جوائز
- مصر: تكريم من دفعة الشرطة المصرية عن دوره في تحسين صورة رجل الأمن المصري 2006
- مصر: تكريم من دفعة الهيئة العامة للإذاعة والتلفزيون عن دوره في مسلسل الميزان 2014

## وصلات خارجية
- أحمد العوضي على موقع IMDb (الإنجليزية)
- أحمد العوضي على موقع الدهليز
- أحمد العوضي على موقع قاعدة بيانات الأفلام العربية